# Boucles de la Mayenne 2022
Boucles de la Mayenne 2022 – 47. edycja wyścigu kolarskiego Boucles de la Mayenne, która odbyła się w dniach od 26 do 29 maja 2022 na liczącej 719 kilometrów trasie składającej się z 4 etapów i biegnącej na terenie departamentu Mayenne. Impreza kategorii 2.Pro była częścią UCI ProSeries 2022.

## Etapy
| Etap | Data   | Start – Meta                                  | type        | Dystans (km) | Suma wzniesień (m) | Zwycięzca etapu       | Lider           |
| ---- | ------ | --------------------------------------------- | ----------- | ------------ | ------------------ | --------------------- | --------------- |
| 1    | 26 maj | Saint-Pierre-des-Landes – Andouillé           | pagórkowaty | 180          | 1921 m             | Jason Tesson          | Jason Tesson    |
| 2    | 27 maj | Jublains – Pré-en-Pail-Saint-Samson           | pagórkowaty | 171          | 2392 m             | Benjamin Thomas       | Benjamin Thomas |
| 3    | 28 maj | Saint-Berthevin – Château-Gontier-sur-Mayenne | pagórkowaty | 188          | 1758 m             | Amaury Capiot         | Benjamin Thomas |
| 4    | 29 maj | Martigné-sur-Mayenne – Laval                  | pagórkowaty | 180          | 1918 m             | Juan Sebastián Molano | Benjamin Thomas |

## Drużyny
| WorldTeams (5)- AG2R Citroën Team - Cofidis - Groupama-FDJ - Movistar Team - UAE Team Emirates ProTeams (12)- Arkéa-Samsic - B&B Hotels-KTM - Bingoal Pauwels Sauces WB - Burgos-BH - Caja Rural-Seguros RGA - Drone Hopper-Androni Giocattoli - Euskaltel-Euskadi - Equipo Kern Pharma - Human Powered Health - Sport Vlaanderen-Baloise - TotalEnergies - Uno-X Pro Cycling Team Continental teams (5)- Go Sport-Roubaix Lille Métropole - UC Nantes Atlantique - Nice Métropole Côte d'Azur - Lotto-Kern Haus - Saint Michel-Auber 93 |
| |

## Wyniki etapów

### Etap 1
| Saint-Pierre-des-Landes - Andouillé | pagórkowaty | (180 km) |

| \| Klasyfikacja etapu \| Klasyfikacja etapu \| Klasyfikacja etapu \| Klasyfikacja etapu \| Klasyfikacja etapu \| \| Kolarz \| Kolarz \| Państwo \| Drużyna \| Czas \| \| ------------------ \| ------------------ \| ------------------ \| -------------------------------- \| ------------------ \| \| 1. \| Jason Tesson \| Francja \| Saint Michel-Auber 93 \| 4h 12' 05" \| \| 2. \| Bram Welten \| Holandia \| Groupama-FDJ \| + 0" \| \| 3. \| Thomas Boudat \| Francja \| Go Sport-Roubaix Lille Métropole \| + 0" \| \| 4. \| Jérémy Lecroq \| Francja \| B&B Hotels-KTM \| + 0" \| \| 5. \| Anthony Turgis \| Francja \| TotalEnergies \| + 0" \| \| 6. \| Julien Simon \| Francja \| TotalEnergies \| + 0" \| \| 7. \| Alex Aranburu \| Hiszpania \| Movistar Team \| + 0" \| \| 8. \| Orluis Aular \| Wenezuela \| Caja Rural-Seguros RGA \| + 0" \| \| 9. \| Lorrenzo Manzin \| Francja \| TotalEnergies \| + 0" \| \| 10. \| Amaury Capiot \| Belgia \| Arkéa-Samsic \| + 0" \| |                 |           |                                  |            |
| |                 |           |                                  |            |
| Źródło: ProCyclingStats |                 |           |                                  |            |
| Klasyfikacja etapu |                 |           |                                  |            |
| Kolarz | Kolarz          | Państwo   | Drużyna                          | Czas       |
| 1. | Jason Tesson    | Francja   | Saint Michel-Auber 93            | 4h 12' 05" |
| 2. | Bram Welten     | Holandia  | Groupama-FDJ                     | + 0"       |
| 3. | Thomas Boudat   | Francja   | Go Sport-Roubaix Lille Métropole | + 0"       |
| 4. | Jérémy Lecroq   | Francja   | B&B Hotels-KTM                   | + 0"       |
| 5. | Anthony Turgis  | Francja   | TotalEnergies                    | + 0"       |
| 6. | Julien Simon    | Francja   | TotalEnergies                    | + 0"       |
| 7. | Alex Aranburu   | Hiszpania | Movistar Team                    | + 0"       |
| 8. | Orluis Aular    | Wenezuela | Caja Rural-Seguros RGA           | + 0"       |
| 9. | Lorrenzo Manzin | Francja   | TotalEnergies                    | + 0"       |
| 10. | Amaury Capiot   | Belgia    | Arkéa-Samsic                     | + 0"       |

| \| Klasyfikacja generalna \| Klasyfikacja generalna \| Klasyfikacja generalna \| Klasyfikacja generalna \| Klasyfikacja generalna \| \| Kolarz \| Kolarz \| Państwo \| Drużyna \| Czas \| \| ---------------------- \| ---------------------- \| ---------------------- \| -------------------------------- \| ---------------------- \| \| 1. \| Jason Tesson \| Francja \| Saint Michel-Auber 93 \| 4h 11' 55" \| \| 2. \| Bram Welten \| Holandia \| Groupama-FDJ \| + 4" \| \| 3. \| Lindsay De Vylder \| Belgia \| Sport Vlaanderen-Baloise \| + 4" \| \| 4. \| Thomas Boudat \| Francja \| Go Sport-Roubaix Lille Métropole \| + 6" \| \| 5. \| Ángel Madrazo \| Hiszpania \| Burgos-BH \| + 6" \| \| 6. \| Joseph Rosskopf \| Stany Zjednoczone \| Human Powered Health \| + 8" \| \| 7. \| Jérémy Lecroq \| Francja \| B&B Hotels-KTM \| + 10" \| \| 8. \| Anthony Turgis \| Francja \| TotalEnergies \| + 10" \| \| 9. \| Julien Simon \| Francja \| TotalEnergies \| + 10" \| \| 10. \| Alex Aranburu \| Hiszpania \| Movistar Team \| + 10" \| |                   |                   |                                  |            |
| |                   |                   |                                  |            |
| Źródło: ProCyclingStats |                   |                   |                                  |            |
| Klasyfikacja generalna |                   |                   |                                  |            |
| Kolarz | Kolarz            | Państwo           | Drużyna                          | Czas       |
| 1. | Jason Tesson      | Francja           | Saint Michel-Auber 93            | 4h 11' 55" |
| 2. | Bram Welten       | Holandia          | Groupama-FDJ                     | + 4"       |
| 3. | Lindsay De Vylder | Belgia            | Sport Vlaanderen-Baloise         | + 4"       |
| 4. | Thomas Boudat     | Francja           | Go Sport-Roubaix Lille Métropole | + 6"       |
| 5. | Ángel Madrazo     | Hiszpania         | Burgos-BH                        | + 6"       |
| 6. | Joseph Rosskopf   | Stany Zjednoczone | Human Powered Health             | + 8"       |
| 7. | Jérémy Lecroq     | Francja           | B&B Hotels-KTM                   | + 10"      |
| 8. | Anthony Turgis    | Francja           | TotalEnergies                    | + 10"      |
| 9. | Julien Simon      | Francja           | TotalEnergies                    | + 10"      |
| 10. | Alex Aranburu     | Hiszpania         | Movistar Team                    | + 10"      |

### Etap 2
| Jublains - Pré-en-Pail-Saint-Samson | pagórkowaty | (171 km) |

| \| Klasyfikacja etapu \| Klasyfikacja etapu \| Klasyfikacja etapu \| Klasyfikacja etapu \| Klasyfikacja etapu \| \| Kolarz \| Kolarz \| Państwo \| Drużyna \| Czas \| \| ------------------ \| ------------------ \| ------------------ \| ------------------------- \| ------------------ \| \| 1. \| Benjamin Thomas \| Francja \| Cofidis \| 4h 11' 30" \| \| 2. \| Benoît Cosnefroy \| Francja \| AG2R Citroën Team \| + 0" \| \| 3. \| Alex Aranburu \| Hiszpania \| Movistar Team \| + 0" \| \| 4. \| Finn Fisher-Black \| Nowa Zelandia \| UAE Team Emirates \| + 0" \| \| 5. \| Julien Simon \| Francja \| TotalEnergies \| + 0" \| \| 6. \| Marco Tizza \| Włochy \| Bingoal Pauwels Sauces WB \| + 0" \| \| 7. \| Romain Hardy \| Francja \| Arkéa-Samsic \| + 4" \| \| 8. \| Jake Stewart \| Wielka Brytania \| Groupama-FDJ \| + 4" \| \| 9. \| Idar Andersen \| Norwegia \| Uno-X Pro Cycling Team \| + 6" \| \| 10. \| Thibault Ferasse \| Francja \| B&B Hotels-KTM \| + 13" \| |                   |                 |                           |            |
| |                   |                 |                           |            |
| Źródło: ProCyclingStats |                   |                 |                           |            |
| Klasyfikacja etapu |                   |                 |                           |            |
| Kolarz | Kolarz            | Państwo         | Drużyna                   | Czas       |
| 1. | Benjamin Thomas   | Francja         | Cofidis                   | 4h 11' 30" |
| 2. | Benoît Cosnefroy  | Francja         | AG2R Citroën Team         | + 0"       |
| 3. | Alex Aranburu     | Hiszpania       | Movistar Team             | + 0"       |
| 4. | Finn Fisher-Black | Nowa Zelandia   | UAE Team Emirates         | + 0"       |
| 5. | Julien Simon      | Francja         | TotalEnergies             | + 0"       |
| 6. | Marco Tizza       | Włochy          | Bingoal Pauwels Sauces WB | + 0"       |
| 7. | Romain Hardy      | Francja         | Arkéa-Samsic              | + 4"       |
| 8. | Jake Stewart      | Wielka Brytania | Groupama-FDJ              | + 4"       |
| 9. | Idar Andersen     | Norwegia        | Uno-X Pro Cycling Team    | + 6"       |
| 10. | Thibault Ferasse  | Francja         | B&B Hotels-KTM            | + 13"      |

| \| Klasyfikacja generalna \| Klasyfikacja generalna \| Klasyfikacja generalna \| Klasyfikacja generalna \| Klasyfikacja generalna \| \| Kolarz \| Kolarz \| Państwo \| Drużyna \| Czas \| \| ---------------------- \| ---------------------- \| ---------------------- \| ------------------------- \| ---------------------- \| \| 1. \| Benjamin Thomas \| Francja \| Cofidis \| 8h 23' 25" \| \| 2. \| Benoît Cosnefroy \| Francja \| AG2R Citroën Team \| + 4" \| \| 3. \| Alex Aranburu \| Hiszpania \| Movistar Team \| + 6" \| \| 4. \| Julien Simon \| Francja \| TotalEnergies \| + 10" \| \| 5. \| Finn Fisher-Black \| Nowa Zelandia \| UAE Team Emirates \| + 10" \| \| 6. \| Marco Tizza \| Włochy \| Bingoal Pauwels Sauces WB \| + 10" \| \| 7. \| Jake Stewart \| Wielka Brytania \| Groupama-FDJ \| + 14" \| \| 8. \| Romain Hardy \| Francja \| Arkéa-Samsic \| + 14" \| \| 9. \| Idar Andersen \| Norwegia \| Uno-X Pro Cycling Team \| + 16" \| \| 10. \| Anthony Turgis \| Francja \| TotalEnergies \| + 23" \| |                   |                 |                           |            |
| |                   |                 |                           |            |
| Źródło: ProCyclingStats |                   |                 |                           |            |
| Klasyfikacja generalna |                   |                 |                           |            |
| Kolarz | Kolarz            | Państwo         | Drużyna                   | Czas       |
| 1. | Benjamin Thomas   | Francja         | Cofidis                   | 8h 23' 25" |
| 2. | Benoît Cosnefroy  | Francja         | AG2R Citroën Team         | + 4"       |
| 3. | Alex Aranburu     | Hiszpania       | Movistar Team             | + 6"       |
| 4. | Julien Simon      | Francja         | TotalEnergies             | + 10"      |
| 5. | Finn Fisher-Black | Nowa Zelandia   | UAE Team Emirates         | + 10"      |
| 6. | Marco Tizza       | Włochy          | Bingoal Pauwels Sauces WB | + 10"      |
| 7. | Jake Stewart      | Wielka Brytania | Groupama-FDJ              | + 14"      |
| 8. | Romain Hardy      | Francja         | Arkéa-Samsic              | + 14"      |
| 9. | Idar Andersen     | Norwegia        | Uno-X Pro Cycling Team    | + 16"      |
| 10. | Anthony Turgis    | Francja         | TotalEnergies             | + 23"      |

### Etap 3
| Saint-Berthevin - Château-Gontier-sur-Mayenne | pagórkowaty | (188 km) |

| \| Klasyfikacja etapu \| Klasyfikacja etapu \| Klasyfikacja etapu \| Klasyfikacja etapu \| Klasyfikacja etapu \| \| Kolarz \| Kolarz \| Państwo \| Drużyna \| Czas \| \| ------------------ \| --------------------- \| ------------------ \| -------------------------------- \| ------------------ \| \| 1. \| Amaury Capiot \| Belgia \| Arkéa-Samsic \| 4h 06' 48" \| \| 2. \| Kristoffer Halvorsen \| Norwegia \| Uno-X Pro Cycling Team \| + 0" \| \| 3. \| Juan José Lobato \| Hiszpania \| Euskaltel-Euskadi \| + 0" \| \| 4. \| Orluis Aular \| Wenezuela \| Caja Rural-Seguros RGA \| + 0" \| \| 5. \| Emmanuel Morin \| Francja \| Team U Nantes Atlantique \| + 0" \| \| 6. \| Bram Welten \| Holandia \| Groupama-FDJ \| + 0" \| \| 7. \| Antonio Angulo \| Hiszpania \| Euskaltel-Euskadi \| + 0" \| \| 8. \| Jason Tesson \| Francja \| Saint Michel-Auber 93 \| + 0" \| \| 9. \| Juan Sebastián Molano \| Kolumbia \| UAE Team Emirates \| + 0" \| \| 10. \| Thomas Boudat \| Francja \| Go Sport-Roubaix Lille Métropole \| + 0" \| |                       |           |                                  |            |
| |                       |           |                                  |            |
| Źródło: ProCyclingStats |                       |           |                                  |            |
| Klasyfikacja etapu |                       |           |                                  |            |
| Kolarz | Kolarz                | Państwo   | Drużyna                          | Czas       |
| 1. | Amaury Capiot         | Belgia    | Arkéa-Samsic                     | 4h 06' 48" |
| 2. | Kristoffer Halvorsen  | Norwegia  | Uno-X Pro Cycling Team           | + 0"       |
| 3. | Juan José Lobato      | Hiszpania | Euskaltel-Euskadi                | + 0"       |
| 4. | Orluis Aular          | Wenezuela | Caja Rural-Seguros RGA           | + 0"       |
| 5. | Emmanuel Morin        | Francja   | Team U Nantes Atlantique         | + 0"       |
| 6. | Bram Welten           | Holandia  | Groupama-FDJ                     | + 0"       |
| 7. | Antonio Angulo        | Hiszpania | Euskaltel-Euskadi                | + 0"       |
| 8. | Jason Tesson          | Francja   | Saint Michel-Auber 93            | + 0"       |
| 9. | Juan Sebastián Molano | Kolumbia  | UAE Team Emirates                | + 0"       |
| 10. | Thomas Boudat         | Francja   | Go Sport-Roubaix Lille Métropole | + 0"       |

| \| Klasyfikacja generalna \| Klasyfikacja generalna \| Klasyfikacja generalna \| Klasyfikacja generalna \| Klasyfikacja generalna \| \| Kolarz \| Kolarz \| Państwo \| Drużyna \| Czas \| \| ---------------------- \| ---------------------- \| ---------------------- \| ------------------------- \| ---------------------- \| \| 1. \| Benjamin Thomas \| Francja \| Cofidis \| 12h 30' 13" \| \| 2. \| Benoît Cosnefroy \| Francja \| AG2R Citroën Team \| + 3" \| \| 3. \| Alex Aranburu \| Hiszpania \| Movistar Team \| + 6" \| \| 4. \| Julien Simon \| Francja \| TotalEnergies \| + 10" \| \| 5. \| Marco Tizza \| Włochy \| Bingoal Pauwels Sauces WB \| + 10" \| \| 6. \| Finn Fisher-Black \| Nowa Zelandia \| UAE Team Emirates \| + 10" \| \| 7. \| Jake Stewart \| Wielka Brytania \| Groupama-FDJ \| + 12" \| \| 8. \| Romain Hardy \| Francja \| Arkéa-Samsic \| + 14" \| \| 9. \| Idar Andersen \| Norwegia \| Uno-X Pro Cycling Team \| + 16" \| \| 10. \| Anthony Turgis \| Francja \| TotalEnergies \| + 20" \| |                   |                 |                           |             |
| |                   |                 |                           |             |
| Źródło: ProCyclingStats |                   |                 |                           |             |
| Klasyfikacja generalna |                   |                 |                           |             |
| Kolarz | Kolarz            | Państwo         | Drużyna                   | Czas        |
| 1. | Benjamin Thomas   | Francja         | Cofidis                   | 12h 30' 13" |
| 2. | Benoît Cosnefroy  | Francja         | AG2R Citroën Team         | + 3"        |
| 3. | Alex Aranburu     | Hiszpania       | Movistar Team             | + 6"        |
| 4. | Julien Simon      | Francja         | TotalEnergies             | + 10"       |
| 5. | Marco Tizza       | Włochy          | Bingoal Pauwels Sauces WB | + 10"       |
| 6. | Finn Fisher-Black | Nowa Zelandia   | UAE Team Emirates         | + 10"       |
| 7. | Jake Stewart      | Wielka Brytania | Groupama-FDJ              | + 12"       |
| 8. | Romain Hardy      | Francja         | Arkéa-Samsic              | + 14"       |
| 9. | Idar Andersen     | Norwegia        | Uno-X Pro Cycling Team    | + 16"       |
| 10. | Anthony Turgis    | Francja         | TotalEnergies             | + 20"       |

### Etap 4
| Martigné-sur-Mayenne - Laval | pagórkowaty | (180 km) |

| \| Klasyfikacja etapu \| Klasyfikacja etapu \| Klasyfikacja etapu \| Klasyfikacja etapu \| Klasyfikacja etapu \| \| Kolarz \| Kolarz \| Państwo \| Drużyna \| Czas \| \| ------------------ \| --------------------- \| ------------------ \| ------------------------- \| ------------------ \| \| 1. \| Juan Sebastián Molano \| Kolumbia \| UAE Team Emirates \| 4h 10' 09" \| \| 2. \| Orluis Aular \| Wenezuela \| Caja Rural-Seguros RGA \| + 0" \| \| 3. \| Bryan Coquard \| Francja \| Cofidis \| + 0" \| \| 4. \| Jérémy Lecroq \| Francja \| B&B Hotels-KTM \| + 0" \| \| 5. \| Lorrenzo Manzin \| Francja \| TotalEnergies \| + 0" \| \| 6. \| Amaury Capiot \| Belgia \| Arkéa-Samsic \| + 0" \| \| 7. \| Bram Welten \| Holandia \| Groupama-FDJ \| + 0" \| \| 8. \| Julien Simon \| Francja \| TotalEnergies \| + 0" \| \| 9. \| Stanisław Aniołkowski \| Polska \| Bingoal Pauwels Sauces WB \| + 0" \| \| 10. \| Edvald Boasson Hagen \| Norwegia \| TotalEnergies \| + 0" \| |                       |           |                           |            |
| |                       |           |                           |            |
| Źródło: ProCyclingStats |                       |           |                           |            |
| Klasyfikacja etapu |                       |           |                           |            |
| Kolarz | Kolarz                | Państwo   | Drużyna                   | Czas       |
| 1. | Juan Sebastián Molano | Kolumbia  | UAE Team Emirates         | 4h 10' 09" |
| 2. | Orluis Aular          | Wenezuela | Caja Rural-Seguros RGA    | + 0"       |
| 3. | Bryan Coquard         | Francja   | Cofidis                   | + 0"       |
| 4. | Jérémy Lecroq         | Francja   | B&B Hotels-KTM            | + 0"       |
| 5. | Lorrenzo Manzin       | Francja   | TotalEnergies             | + 0"       |
| 6. | Amaury Capiot         | Belgia    | Arkéa-Samsic              | + 0"       |
| 7. | Bram Welten           | Holandia  | Groupama-FDJ              | + 0"       |
| 8. | Julien Simon          | Francja   | TotalEnergies             | + 0"       |
| 9. | Stanisław Aniołkowski | Polska    | Bingoal Pauwels Sauces WB | + 0"       |
| 10. | Edvald Boasson Hagen  | Norwegia  | TotalEnergies             | + 0"       |

## Klasyfikacje

### Klasyfikacja generalna
| \| Klasyfikacja generalna \| Klasyfikacja generalna \| Klasyfikacja generalna \| Klasyfikacja generalna \| Klasyfikacja generalna \| \| Kolarz \| Kolarz \| Państwo \| Drużyna \| Czas \| \| ---------------------- \| ---------------------- \| ---------------------- \| ------------------------- \| ---------------------- \| \| 1. \| Benjamin Thomas \| Francja \| Cofidis \| 16h 40' 22" \| \| 2. \| Benoît Cosnefroy \| Francja \| AG2R Citroën Team \| + 3" \| \| 3. \| Alex Aranburu \| Hiszpania \| Movistar Team \| + 6" \| \| 4. \| Julien Simon \| Francja \| TotalEnergies \| + 10" \| \| 5. \| Marco Tizza \| Włochy \| Bingoal Pauwels Sauces WB \| + 10" \| \| 6. \| Jake Stewart \| Wielka Brytania \| Groupama-FDJ \| + 12" \| \| 7. \| Romain Hardy \| Francja \| Arkéa-Samsic \| + 14" \| \| 8. \| Idar Andersen \| Norwegia \| Uno-X Pro Cycling Team \| + 16" \| \| 9. \| Louis Barré \| Francja \| Team U Nantes Atlantique \| + 19" \| \| 10. \| Anthony Turgis \| Francja \| TotalEnergies \| + 20" \| |                  |                 |                           |             |
| |                  |                 |                           |             |
| Źródła: ProCyclingStats Cycling Quotient Cycling Archives |                  |                 |                           |             |
| Klasyfikacja generalna |                  |                 |                           |             |
| Kolarz | Kolarz           | Państwo         | Drużyna                   | Czas        |
| 1. | Benjamin Thomas  | Francja         | Cofidis                   | 16h 40' 22" |
| 2. | Benoît Cosnefroy | Francja         | AG2R Citroën Team         | + 3"        |
| 3. | Alex Aranburu    | Hiszpania       | Movistar Team             | + 6"        |
| 4. | Julien Simon     | Francja         | TotalEnergies             | + 10"       |
| 5. | Marco Tizza      | Włochy          | Bingoal Pauwels Sauces WB | + 10"       |
| 6. | Jake Stewart     | Wielka Brytania | Groupama-FDJ              | + 12"       |
| 7. | Romain Hardy     | Francja         | Arkéa-Samsic              | + 14"       |
| 8. | Idar Andersen    | Norwegia        | Uno-X Pro Cycling Team    | + 16"       |
| 9. | Louis Barré      | Francja         | Team U Nantes Atlantique  | + 19"       |
| 10. | Anthony Turgis   | Francja         | TotalEnergies             | + 20"       |

| Klasyfikacja punktowa | Klasyfikacja punktowa | Klasyfikacja punktowa | Klasyfikacja punktowa            | Klasyfikacja punktowa |
| Kolarz                | Kolarz                | Państwo               | Drużyna                          | Punkty                |
| --------------------- | --------------------- | --------------------- | -------------------------------- | --------------------- |
| 1.                    | Orluis Aular          | Wenezuela             | Caja Rural-Seguros RGA           | 42 pkt                |
| 2.                    | Amaury Capiot         | Belgia                | Arkéa-Samsic                     | 41 pkt                |
| 3.                    | Bram Welten           | Holandia              | Groupama-FDJ                     | 39 pkt                |
| 4.                    | Jason Tesson          | Francja               | Saint Michel-Auber 93            | 33 pkt                |
| 5.                    | Juan Sebastián Molano | Kolumbia              | UAE Team Emirates                | 32 pkt                |
| 6.                    | Julien Simon          | Francja               | TotalEnergies                    | 32 pkt                |
| 7.                    | Alex Aranburu         | Hiszpania             | Movistar Team                    | 31 pkt                |
| 8.                    | Jérémy Lecroq         | Francja               | B&B Hotels-KTM                   | 28 pkt                |
| 9.                    | Thomas Boudat         | Francja               | Go Sport-Roubaix Lille Métropole | 27 pkt                |
| 10.                   | Benjamin Thomas       | Francja               | Cofidis                          | 25 pkt                |

| Klasyfikacja punktowa | Klasyfikacja punktowa | Klasyfikacja punktowa | Klasyfikacja punktowa            | Klasyfikacja punktowa |
| Kolarz                | Kolarz                | Państwo               | Drużyna                          | Punkty                |
| --------------------- | --------------------- | --------------------- | -------------------------------- | --------------------- |
| 1.                    | Orluis Aular          | Wenezuela             | Caja Rural-Seguros RGA           | 42 pkt                |
| 2.                    | Amaury Capiot         | Belgia                | Arkéa-Samsic                     | 41 pkt                |
| 3.                    | Bram Welten           | Holandia              | Groupama-FDJ                     | 39 pkt                |
| 4.                    | Jason Tesson          | Francja               | Saint Michel-Auber 93            | 33 pkt                |
| 5.                    | Juan Sebastián Molano | Kolumbia              | UAE Team Emirates                | 32 pkt                |
| 6.                    | Julien Simon          | Francja               | TotalEnergies                    | 32 pkt                |
| 7.                    | Alex Aranburu         | Hiszpania             | Movistar Team                    | 31 pkt                |
| 8.                    | Jérémy Lecroq         | Francja               | B&B Hotels-KTM                   | 28 pkt                |
| 9.                    | Thomas Boudat         | Francja               | Go Sport-Roubaix Lille Métropole | 27 pkt                |
| 10.                   | Benjamin Thomas       | Francja               | Cofidis                          | 25 pkt                |

| Klasyfikacja górska | Klasyfikacja górska | Klasyfikacja górska | Klasyfikacja górska        | Klasyfikacja górska |
| Kolarz              | Kolarz              | Państwo             | Drużyna                    | Punkty              |
| ------------------- | ------------------- | ------------------- | -------------------------- | ------------------- |
| 1.                  | Gilles De Wilde     | Belgia              | Sport Vlaanderen-Baloise   | 74 pkt              |
| 2.                  | Paul Hennequin      | Francja             | Nice Métropole Côte d'Azur | 46 pkt              |
| 3.                  | Lindsay De Vylder   | Belgia              | Sport Vlaanderen-Baloise   | 19 pkt              |
| 4.                  | Joseph Rosskopf     | Stany Zjednoczone   | Human Powered Health       | 18 pkt              |
| 5.                  | Damien Touzé        | Francja             | AG2R Citroën Team          | 14 pkt              |
| 6.                  | Louis Barré         | Francja             | Team U Nantes Atlantique   | 10 pkt              |
| 7.                  | Romain Cardis       | Francja             | Saint Michel-Auber 93      | 10 pkt              |
| 8.                  | Dimitri Peyskens    | Belgia              | Bingoal Pauwels Sauces WB  | 8 pkt               |
| 9.                  | Greg Van Avermaet   | Belgia              | AG2R Citroën Team          | 6 pkt               |
| 10.                 | Mathieu Burgaudeau  | Francja             | TotalEnergies              | 6 pkt               |

| Klasyfikacja górska | Klasyfikacja górska | Klasyfikacja górska | Klasyfikacja górska        | Klasyfikacja górska |
| Kolarz              | Kolarz              | Państwo             | Drużyna                    | Punkty              |
| ------------------- | ------------------- | ------------------- | -------------------------- | ------------------- |
| 1.                  | Gilles De Wilde     | Belgia              | Sport Vlaanderen-Baloise   | 74 pkt              |
| 2.                  | Paul Hennequin      | Francja             | Nice Métropole Côte d'Azur | 46 pkt              |
| 3.                  | Lindsay De Vylder   | Belgia              | Sport Vlaanderen-Baloise   | 19 pkt              |
| 4.                  | Joseph Rosskopf     | Stany Zjednoczone   | Human Powered Health       | 18 pkt              |
| 5.                  | Damien Touzé        | Francja             | AG2R Citroën Team          | 14 pkt              |
| 6.                  | Louis Barré         | Francja             | Team U Nantes Atlantique   | 10 pkt              |
| 7.                  | Romain Cardis       | Francja             | Saint Michel-Auber 93      | 10 pkt              |
| 8.                  | Dimitri Peyskens    | Belgia              | Bingoal Pauwels Sauces WB  | 8 pkt               |
| 9.                  | Greg Van Avermaet   | Belgia              | AG2R Citroën Team          | 6 pkt               |
| 10.                 | Mathieu Burgaudeau  | Francja             | TotalEnergies              | 6 pkt               |

| Klasyfikacja młodzieżowa | Klasyfikacja młodzieżowa | Klasyfikacja młodzieżowa | Klasyfikacja młodzieżowa | Klasyfikacja młodzieżowa |
| Kolarz                   | Kolarz                   | Państwo                  | Drużyna                  | Czas                     |
| ------------------------ | ------------------------ | ------------------------ | ------------------------ | ------------------------ |
| 1.                       | Jake Stewart             | Wielka Brytania          | Groupama-FDJ             |                          |

| Klasyfikacja młodzieżowa | Klasyfikacja młodzieżowa | Klasyfikacja młodzieżowa | Klasyfikacja młodzieżowa | Klasyfikacja młodzieżowa |
| Kolarz                   | Kolarz                   | Państwo                  | Drużyna                  | Czas                     |
| ------------------------ | ------------------------ | ------------------------ | ------------------------ | ------------------------ |
| 1.                       | Jake Stewart             | Wielka Brytania          | Groupama-FDJ             |                          |

| Klasyfikacja drużynowa | Klasyfikacja drużynowa | Klasyfikacja drużynowa | Klasyfikacja drużynowa |
| Drużyna                | Drużyna                | Państwo                | Czas                   |
| ---------------------- | ---------------------- | ---------------------- | ---------------------- |
| 1.                     | TotalEnergies          | Francja                | 50h 02' 02"            |
| 2.                     | Groupama-FDJ           | Francja                | + 4"                   |
| 3.                     | AG2R Citroën Team      | Francja                | + 30"                  |
| 4.                     | Cofidis                | Francja                | + 46"                  |
| 5.                     | Arkéa-Samsic           | Francja                | + 58"                  |

| Klasyfikacja drużynowa | Klasyfikacja drużynowa | Klasyfikacja drużynowa | Klasyfikacja drużynowa |
| Drużyna                | Drużyna                | Państwo                | Czas                   |
| ---------------------- | ---------------------- | ---------------------- | ---------------------- |
| 1.                     | TotalEnergies          | Francja                | 50h 02' 02"            |
| 2.                     | Groupama-FDJ           | Francja                | + 4"                   |
| 3.                     | AG2R Citroën Team      | Francja                | + 30"                  |
| 4.                     | Cofidis                | Francja                | + 46"                  |
| 5.                     | Arkéa-Samsic           | Francja                | + 58"                  |

### Liderzy klasyfikacji
| Etap   |             | Pierwsze miejsce _    | Klasyfikacja generalna | Punktowa        | Górska            | Młodzieżowa       | Drużynowa _   |
| ------ | ----------- | --------------------- | ---------------------- | --------------- | ----------------- | ----------------- | ------------- |
| 1      | pagórkowaty | Jason Tesson          | Jason Tesson           | Jason Tesson    | Lindsay De Vylder | Jason Tesson      | TotalEnergies |
| 2      | pagórkowaty | Benjamin Thomas       | Benjamin Thomas        | Benjamin Thomas | Gilles De Wilde   | Finn Fisher-Black | TotalEnergies |
| 3      | pagórkowaty | Amaury Capiot         | Benjamin Thomas        | Jason Tesson    | Gilles De Wilde   | Finn Fisher-Black | TotalEnergies |
| 4      | pagórkowaty | Juan Sebastián Molano | Benjamin Thomas        | Orluis Aular    | Gilles De Wilde   | Jake Stewart      | TotalEnergies |
| Koniec | Koniec      |                       | Benjamin Thomas        | Orluis Aular    | Gilles De Wilde   | Jake Stewart      | TotalEnergies |